# Дегредаду

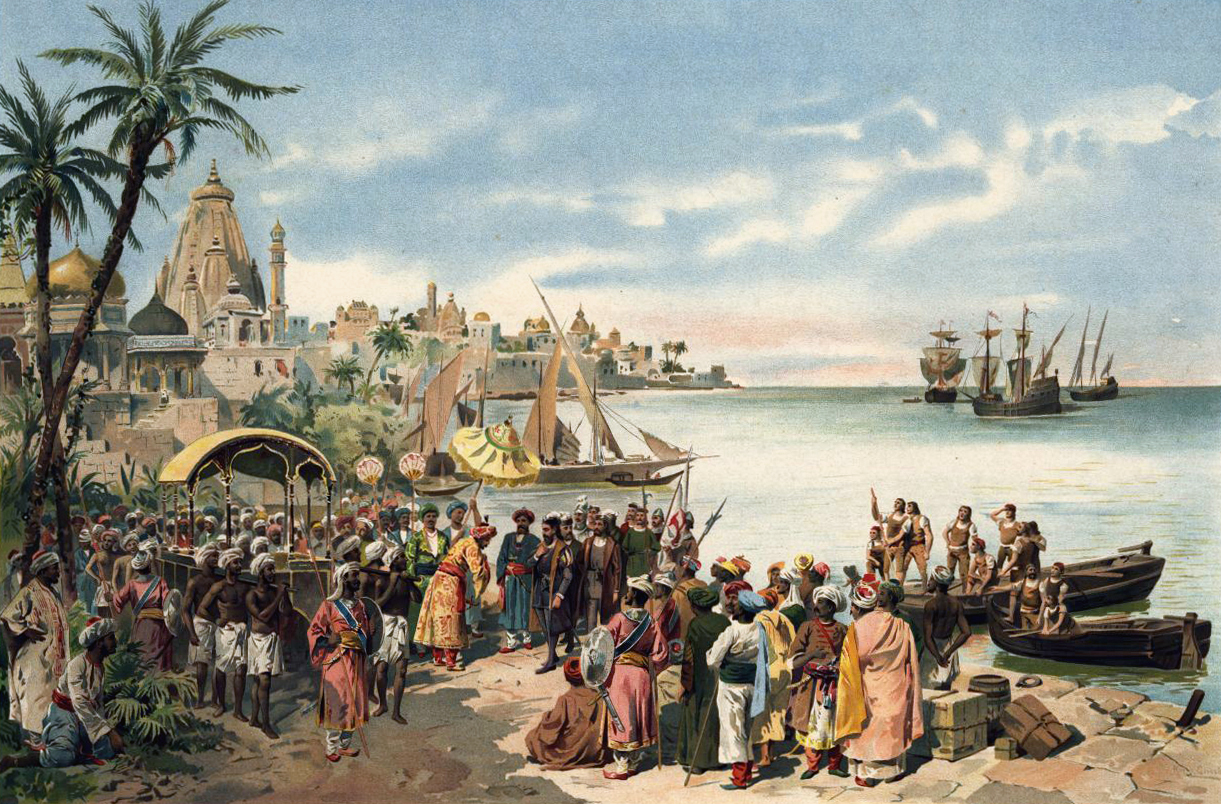
Высадка португальской экспедиции в Кожикоде, Индия

Дегредаду (порт. Degredado) — португальский термин для обозначения каторжных ссыльных в период между XV и XVIII веками.
Термин degredado (этимолигически − от «декрет», лат. decretum) — традиционный португальский юридический термин, используемый для обозначения тех, кто подлежал юридическим ограничениям в передвижении или работе, из которых изгнание — лишь одна из форм наказания за правовое нарушение. Со временем термин degredado стал синонимом таких осужденных.

## История

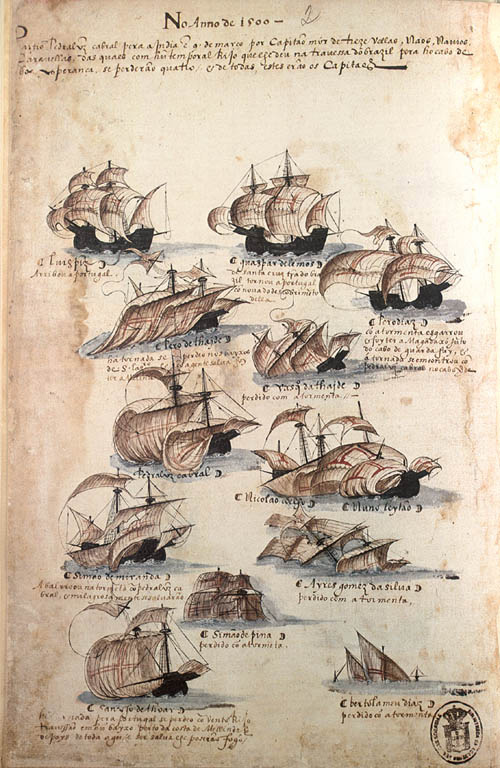
Корабли Второй армады

Большинство дегредаду были обычными преступниками, хотя многие из них были политическими или религиозными заключенными (например, «отступниками» из числа новых христиан), осужденными к высылке из Королевства Португалия. Приговор не всегда был прямым: многим были назначены длительные сроки заключения (иногда даже смертные приговоры) при сохранении возможности замены наказания на более короткий срок ссылки за границу на службу португальской короне.
Дегредаду сыграли важную роль в эпоху португальских географических открытий, оставив заметный след в истории создания португальских колоний за рубежом, особенно в Африке и Бразилии.
Большинство деґредаду засылались в колонии или (особенно в первые годы) просто оставались на незнакомом берегу, где отбывали свое наказание. Многим было даны конкретные указания от имени короны, и если они их хорошо выполняли — получали право на помилование. Это могла быть помощь в организации жизни новой колонии, или служба в гарнизонах форта. Дегредаду, заброшенным на незнакомые берегах (известные как порт. lançados, буквально — «заброшенный»), часто поручали разведки и контакты с неизвестными народами. Некоторые деґредаду добились славы, как исследователи во внутренних районах колоний, сделав свое имя почти таким же известным для потомков, как и капитаны-открыватели (например, Антонио Фернандес)..
Некоторые из них образовали колонии «вне закона», подальше от официальных представителей. Другие начали новую жизнь среди местных жителей и полностью отказались от прошлого (например, «Бакалавр Кананийский»).
В первые годы открытий Португалии и развития империи в 15-16 веках корабли обычно имели на борту небольшое количество дегредаду, для выполнения задач, которые считались слишком опасными или тяжелыми для обычных членов экипажа; например, достигнув незнакомого берега, дегредаду сходили на берег, чтобы проверить, не были ли местные жители враждебными.
В 16-17 веках дегредаду сформировали значительную часть ранних колонистов в Португальской империи. Марокканские анклавы, атлантические острова, португальские Сан-Томе и Принсипи и более отдаленные африканские колонии, такие как португальская Ангола, Бенгела и португальский Мозамбик и т. д., были застроены и значительно (если не в основном) заселены дегредаду. Многие первые бразильские колонии также были основаны при участии колонистив-дегредаду, например, Вашку Фернандес Коутинью имел около 70 заключенных для основания Эспириту-Санту в 1536 году; Королевский губернатор Том де Соуза, чтобы основать Сальвадор, первую столицу Колониальной Бразилии в 1549 году, имел их 400—600.

## Известные дегредаду
- Жоау Нунеш — новохристианский дегредаду, взятый Васко да Гама во время первой экспедиции в Индию. Благодаря своим элементарным знаниям иврита и арабского языка, Нунеш первым отправился на берег в Кожикоде, Индия, и именно Нунеш (а не Гама) произнес знаменитую фразу «Мы пришли искать христиан и специи»[5].
- Луиш де Моура, дегредаду, взятый Педру Альварешем Кабралом во Вторую армаду (1500). Выброшенный в Восточной Африке, Моура много лет был эффективным португальским комиссионером и представителем султана Малинди, важного португальского союзника в Восточной Африке.
- Антонио Фернандес — бывший плотник, который был сослан в Софал в 1500 или 1505 годах; Фернандес продолжал проводить серию морских разведывательных путешествий в 1512—1515 годах, в 300 милях вглубь земель Мономатапа и Матабелеленд.
- «Бакалавр Кананийский» (порт. Bacharel de Cananeia) − загадочный новохристианский дегредаду, известный просто как «Бакалавр»[6]. Заброшенный на побережье Южной Бразилии в 1502 году, он добрался до великого вождя индейцев гуарани в Кананеа. В 1533 году «Бакалавр», как известно, провел рейд, чтобы освободить и уничтожить португальскую колонию Сан-Висенте.
- Жоау Рамалью был либо дегредаду, либо потерпевшим кораблекрушение моряком, оставшимся на юге Бразилии. В 1511 году Рамалью стал вождем племени Тупинихим плато Пиратини. В отличие от «Бакалавра», Рамалью помог португальцам утвердиться в Сан-Висенте (1532), а позже в Сан-Паулу (около 1550).